# Milotice nad Bečvou
Milotice nad Bečvou là một làng thuộc huyện Přerov, vùng Olomoucký, Cộng hòa Séc.